# Ви Чон Джин
Ви Чон Джин (28 сентября 1917, Пинанг, Малайзия — 5 июня 2005, Сингапур) — сингапурский государственный деятель. Исполняющий обязанности Президента города-государства Сингапур (с 27 марта 1985 по 29 марта 1985 года). Юрист. Главный судья Сингапура — председатель Верховного суда (с 5 января 1963 по 27 сентября 1990 года). Доктор права.

## Биография
Родился в семье предпринимателя. До 1935 года учился в Пинангской школе (Free School), затем изучал право в Англии. В 1938 году окончил с отличием Колледж Святого Иоанна Кембриджского университета, получив престижную премию Мак-Магона. Ему была присвоена степень бакалавра. Тогда же был принят в коллегию адвокатов Англии, специализировался в области права проливных поселений, в том числе Пинанга, Малакки и Сингапура, административных единиц Британской Ост-Индской компании (1826—1867), а затем Британского колониального ведомства (1867—1946).
Вернулся на родину в Пинанг во время японской оккупации Сингапура (1942—1945) и продолжил начатую в Великобритании юридическую карьеру, работал адвокатом. С 1946 года жил в Сингапуре.
15 августа 1957 года стал судьёй, будучи первым азиатским и сингапурским адвокатом и самым молодым юристом, назначенным на должность судьи в Верховном суде Сингапура. Позже, 5 января 1963 года, был назначен председателем Верховного суда Сингапура. Его назначение на должность главного судьи Сингапура ознаменовало конец сложившейся вековой традиции назначения главными судьями британцев. Ви Чон Джин оставался в кресле главного судьи в течение 27 лет до ухода на пенсию в 1990 году, став самым многолетним по времени нахождения на этом посту главным судьей не только в Сингапура, но и всего Содружества наций.
С 1973 года был первым председателем Президентского Совета по правам меньшинств и оставался на этой должности в течение 18 лет.
Был первым президентом Сингапурской юридической академии (с 1988).
27—29 марта 1985 года исполняющий обязанности президента Республики Сингапур.
С 1962 по 2002 год — президент Сингапурской ассоциации гольфа.
После выхода на пенсию работал юридическим консультантом и директором United Overseas Bank (до 2000 года).
Умер от осложнения рака лёгких.

## Награды
- орденом «За выдающиеся заслуги» (Distinguished Service Order, 1991)
- Почётный доктор гражданского права, Оксфордский университет, Великобритания (1987)
- Пожизненный почётный член Сингапурской юридической академии (1992)